# Pavilostas peleka kapa
Pavilostas peleka kapa este o arie protejată (arie specială de conservare — SAC, sit de importanță comunitară — SCI, arie de protecție specială avifaunistică — SPA) din Letonia întinsă pe o suprafață de 41,98 ha, integral pe uscat.

## Localizare
Centrul sitului Pavilostas peleka kapa este situat la coordonatele 56°53′37″N 21°11′36″E / 56.8936°N 21.1934°E.

## Înființare
Situl Pavilostas peleka kapa a fost declarat arie de protecție specială avifaunistică în decembrie 2009 pentru a proteja 2 specii de plante și 5 specii de animale. Alte tipuri de protecție:
- sit de importanță comunitară (în septembrie 2009)
- arie specială de conservare (în septembrie 2009)[1][3][4]

## Biodiversitate
Situată în ecoregiunea boreală, aria protejată conține 7 habitate naturale: Litoraluri nisipoase din Baltica boreală cu vegetație perenă, Dune mobile de-a lungul țărmului cu Ammophila arenaria („dune albe”), Dune de coastă fixe cu vegetație erbacee („dune gri”), Dune fixe decalcificate cu Empetrum nigrum, Dune cu Salix repens ssp. argentea (Salicion arenariae), Dune împădurite din regiunile atlantică, continentală și boreală, Vegetație psamofilă uscată cu Calluna și Empetrum nigrum.
La baza desemnării sitului se află mai multe specii protejate:
- plante (2): Dianthus arenarius subsp. arenarius, Linaria loeselii
- păsări (4): fâsă-de-câmp (Anthus campestris), sfrâncioc roșiatic (Lanius collurio), pescăruș mic (Larus minutus), ciocârlie de pădure (Lullula arborea)
- nevertebrate (1): fluturele purpuriu (Lycaena dispar)

Pe lângă speciile protejate, pe teritoriul sitului au mai fost identificate 17 specii de plante, 1 specie de amfibieni, 6 specii de nevertebrate.